# Italian Pilots Association
L'Italian Pilots Association (IPA) è un'associazione sindacale dei piloti commerciali italiani.
Nata nell'estate del 2009 su iniziativa di ANPAC e FILT-CGIL, è stata fondata a Roma da Roberto Casotto, pilota di Meridiana, Paolo Carpentieri e Francesco Leotta, piloti Alitalia, Fabrizio Cuscito, pilota di Air One, Francesco Bucca e Giampaolo Meotti, ex piloti Alitalia in pensione.
Fortemente voluta dal presidente di ANPAC Fabio Berti, IPA ha sostanzialmente sostituito la storica organizzazione dei piloti nata nel 1952 proprio per staccarsi dalla CGIL che all'epoca era la principale sigla sindacale. L'ANPAC si è poi fusa in effetti con IPA il 15 luglio 2010.
L'assemblea elettiva di IPA del 15 marzo 2010 ha nominato presidente dell'organizzazione sindacale il comandante Giovanni Galiotto, pilota di Alitalia in cassa integrazione.
IPA è membro di ECA (European Cockpit Association), organizzazione che raggruppa i piloti degli stati europei e di IFALPA (International Federation of Air Line Pilots' Associations), associazione che riunisce oltre 100.000 piloti in tutto il mondo.